# Þórður Böðvarsson
Þórður Böðvarsson (Thordhur Bodhvarsson, 1130 - 1220) fue un caudillo medieval y sacerdote de Garðar á Ákranesi, Borgarfjörður en Islandia. Pertenecía al clan familiar de los Sturlungar y era hijo de Böðvar Þórðarson y padre de Þorleifur Þórðarson, Markús Þórðarson y Böðvar Þórðarson. Aparece brevemente citado en la saga Þórðar hreðu.